# Stevie Chalmers
Thomas Stephen Chalmers (Glasgow, 26 de dezembro de 1935 – 29 de abril de 2019) foi um futebolista escocês que jogou como um atacante. Ele é lembrado por marcar o gol da vitória do Celtic na final da Liga dos Campeões de 1967 contra a Inter de Milão. 

## Carreira

### Clubes
Nascido no distrito de Garngad, em Glasgow. Chalmers frequentou a Escola Secundária de St Roch, Chalmers começou sua carreira de futebol no Ashfield.
Pouco tempo depois, Chalmers assinou com o Celtic, fazendo sua estréia na liga em março de 1959. Ele passaria 12 temporadas completas com os Hoops, ajudando o clube a ganhar seis títulos da liga, três Copas da Escócia, quatro Copas da Liga, além de fazer parte do time que ficou conhecido como "Leões de Lisboa". 
Seu envolvimento com o time acabou ficando limitado depois que ele sofreu uma lesão na perna na Final da Copa da Liga Escocesa de 1969, ele perdeu o resto dessa temporada, incluindo outra final europeia. 
Seu total de 236 gols é o quinto maior na história do clube. Ele é lembrado como um dos melhores jogadores do Celtic.   
Depois de deixar o Celtic Park em setembro de 1971, aos 35 anos, Chalmers continuou a aparecer na primeira divisão da Escócia, com breves passagens por Greenock Morton e Partick Thistle antes de sua aposentadoria em 1975.
Ele foi introduzido no Hall da Fama do Futebol Escocês em 2016. 

### Na Seleção
Chalmers jogou cinco vezes pela Seleção Escocesa de Futebol entre 1964 e 1966, marcando três gols.

## Vida Pessoal
O pai de Chalmers, David, jogou no Clydebank na década de 1920 e seu filho Paul também jogou profissionalmente com vários clubes depois de começar sua carreira com o Celtic na década de 1980.  
Em 1955, ele foi diagnosticado com meningite por tuberculose e recebeu apenas semanas para viver antes de ser tratado com sucesso.  
Em 2017, foi confirmado que Chalmers, de 81 anos, estava sofrendo de demência (a mesma condição que afligia seu capitão no Celtic, Billy McNeill) e não conseguiu participar dos eventos do 50º aniversário dos Leões de Lisboa.
Faleceu em 29 de abril de 2019 aos 83 anos de idade.

## Títulos
Celtic
- Liga dos Campeões: 1966-67
- Liga Escocesa: 1965-66, 1966-67, 1967-68 e 1968-69

- Copa Escocesa: 1964-65, 1966-67 e 1968-69
- Scottish League Cup: 1966-67, 1967-68, 1968-69 e 1969-70